# Maximilien Vegelin van Claerbergen
Jhr. mr. Maximilien Vegelin van Claerbergen (Roquebrune-Cap-Martin, 17 augustus 1927 – Zeist, 11 april 2011) was een Nederlands diplomaat.

## Biografie
Vegelin was een lid van de familie Vegelin van Claerbergen en een zoon van jhr. Pieter Benjamin Johan Vegelin van Claerbergen (1888-1966) en Catherine Louise Antoinette Maximilienne van Hangest barones d’Yvoy (1895-1986), lid van de familie Van Hangest d'Yvoy. Hij trouwde in 1964 (echtscheiding 1990) met Eudia Beatrix Pierson (1941), lid van de familie Pierson uit welk huwelijk een dochter en een zoon jhr. dr. Ernst Vegelin van Claerbergen (1969) werden geboren.
Vegelin studeerde rechten en begon zijn diplomatieke loopbaan als gezantschapsattaché te Dublin (1955-1956). Hij bekleedde daarna nog verschillende posten onder andere als eerste ambassadesecretaris te Parijs (1962-1965) alvorens vanaf 1966 ambassadeur te worden, allereerst te Karachi. Van 1971 tot 1973 was hij ambassaderaad te Brussel, in 1974 gevolmachtigd minister daar. In 1980 en 1981, dus ten tijde van de sergeantencoup in 1980, was hij ambassadeur in Suriname. Vervolgens was hij van 1982 tot 1984 werkzaam op het Haagse ministerie en daarna ambassadeur te Parijs (1985-1989). Hij eindigde zijn loopbaan als ambassadeur te Lissabon (1990-1992).
Vegelin was oprichter van Biblionef en werd benoemd tot commandeur in de Orde van Oranje-Nassau.